# ماي مايلز توماس
ماي مايلز توماس (بالإنجليزية: May Miles Thomas)‏ هي كاتبة سيناريو ومخرجة بريطانية، ولدت في 15 يناير 1959 في غلاسكو في المملكة المتحدة.

## وصلات خارجية
- ماي مايلز توماس على موقع IMDb (الإنجليزية)
- ماي مايلز توماس على موقع ألو سيني (الفرنسية)
- ماي مايلز توماس على موقع أول موفي (الإنجليزية)
- ماي مايلز توماس على موقع كينوبويسك (الروسية)